# منطقه هایامی، اوئیتا

منطقه هایامی، اوئیتا (انگلیسی: 速見郡, Hayami-gun) یک ناحیه (شهرستان‌های ژاپن) واقع در استان اوئیتا، ژاپن است.